# Replay Studios
Die Replay Studios GmbH war ein deutscher Spieleentwickler mit Sitz in Hamburg.

## Geschichte
Die Firma wurde 2002 gegründet. Zunächst arbeitete die Firma an dem Titel Sabotage, einem Schleich-Action-Spiel im Zweiten Weltkrieg, aus dem später Velvet Assassin werden sollte. Da sich jedoch kein Publisher für diesen Titel fand, begann ab Ende 2004 die Zusammenarbeit mit Moonbyte Studios an Crashday, einem Rennspiel, das im Februar 2006 von Atari SA herausgebracht wurde.
2006 entwickelte Replay Studios Tunnel Rats, einen Ego-Shooter für Uwe Boll parallel zum gleichnamigen Actionfilm. Der Titel erschien 2007 auf Steam.
Anschließend setzte Replay Studios die Arbeit an Sabotage fort, das mit der Zusammenarbeit mit dem Publisher Gamecock in Velvet Assassin umbenannt wurde. 2008 wurde Gamecock von South Peak gekauft, die Velvet Assassin im April 2009 für Xbox 360 und PC herausbrachten.
Im August 2009 meldete die Firma Insolvenz an.

## Spiele
- Crashday
- Tunnel Rats
- Velvet Assassin